# Scaled and Icy
Scaled and Icy is het zesde studioalbum van de Amerikaanse rockband Twenty One Pilots. Het album werd opgenomen in de thuisstudio's van bandleden Tyler Joseph en Josh Dun. Voorafgaand aan de release werden drie singles uitgebracht; Shy Away op 7 april 2021, Choker op 30 april en Saturday op 18 mei. Scaled and Icy zelf werd uitgebracht op 21 mei.

## Nummers
| Nr. | Titel           | Duur |
| --- | --------------- | ---- |
| 1.  | Good Day        | 3:24 |
| 2.  | Choker          | 3:43 |
| 3.  | Shy Away        | 2:55 |
| 4.  | The Outside     | 3:36 |
| 5.  | Saturday        | 2:52 |
| 6.  | Never Take It   | 3:32 |
| 7.  | Mulberry Street | 3:44 |
| 8.  | Formidable      | 2:56 |
| 9.  | Bounce Man      | 3:05 |
| 10. | No Chances      | 3:46 |
| 11. | Redecorate      | 4:05 |